# Peromyscus polionotus
Peromyscus polionotus är en däggdjursart som först beskrevs av Wagner 1843.  Peromyscus polionotus ingår i släktet hjortråttor, och familjen hamsterartade gnagare. IUCN kategoriserar arten globalt som livskraftig.

## Utseende
Individerna blir 11 till 15 cm långa, inklusive en 4 till 6 cm lång svans. De väger 10 till 15 g och honor är lite större än hanar. Kännetecknande för arten är den tvåfärgade svansen med en brun ovansida och en vit undersida. På bålen är pälsen gråbrun till sandfärgad och den kan variera mycket mellan olika populationer, undersidan är nästan helt vit. Individer som lever vid strandlinjer har allmänt blekare päls. Peromyscus polionotus är en av de minsta hjortråttorna.

## Utbredning och habitat
Denna gnagare förekommer i sydöstra USA från södra Tennessee och södra North Carolina till Florida. Habitatet utgörs av sandiga landskap som är delvis täckta av gräs och buskar.

## Ekologi
Arten gräver underjordiska bon. Den är främst aktiv på natten eller under tider med ett tät molntäcke. Födan utgörs huvudsakligen av frön och av andra växtdelar som bär, vilda ärtor, stjälkar av Uniola paniculata eller gröna delar av marvioler (Cakile). I mindre mått ingår insekter och andra ryggradslösa djur i födan.
Honor kan para sig hela året men de flesta ungar föds mellan november och januari. Per år förekommer två eller fler kullar. Enligt olika observationer bildas monogama par. Honan är 23 till 29 dagar dräktig och sedan föds 3 eller 4 ungar. Ungarna diar sin mor cirka 18 dagar. De blir könsmogna efter 30 till 35 dagar. I naturen blir individerna endast i sällsynta fall äldre än 18 månader. Med människans vård kan djuret leva 5,5 år.
Peromyscus polionotus jagas av många olika predatorer som rovfåglar, ormar, mårddjur, tamkatter och gråräv.

## Underarter
Arten delas in i följande underarter:
- P. p. polionotus
- P. p. ammobates
- P. p. phasma
- P. p. allophrys
- P. p. trissyllepsis
- P. p. niveiventris
- P. p. albifrons
- P. p. colemani
- P. p. decoloratus
- P. p. leucocephalus
- P. p. lucubrans
- P. p. peninsularis
- P. p. rhoadsi
- P. p. subgriseus

## Bildgalleri

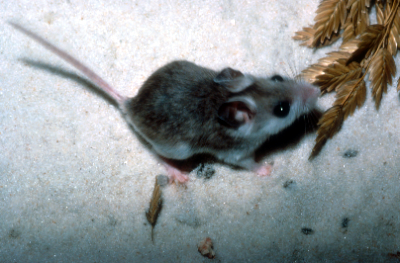
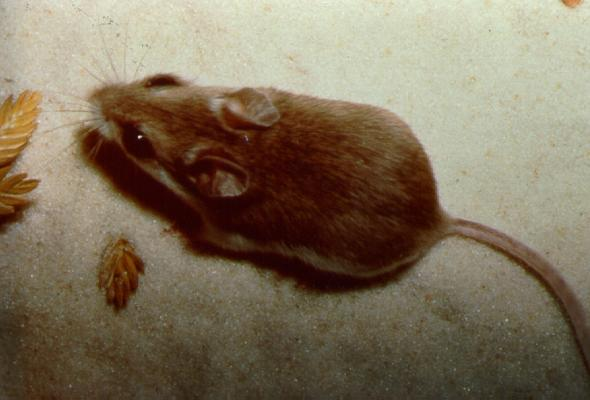
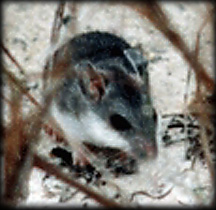
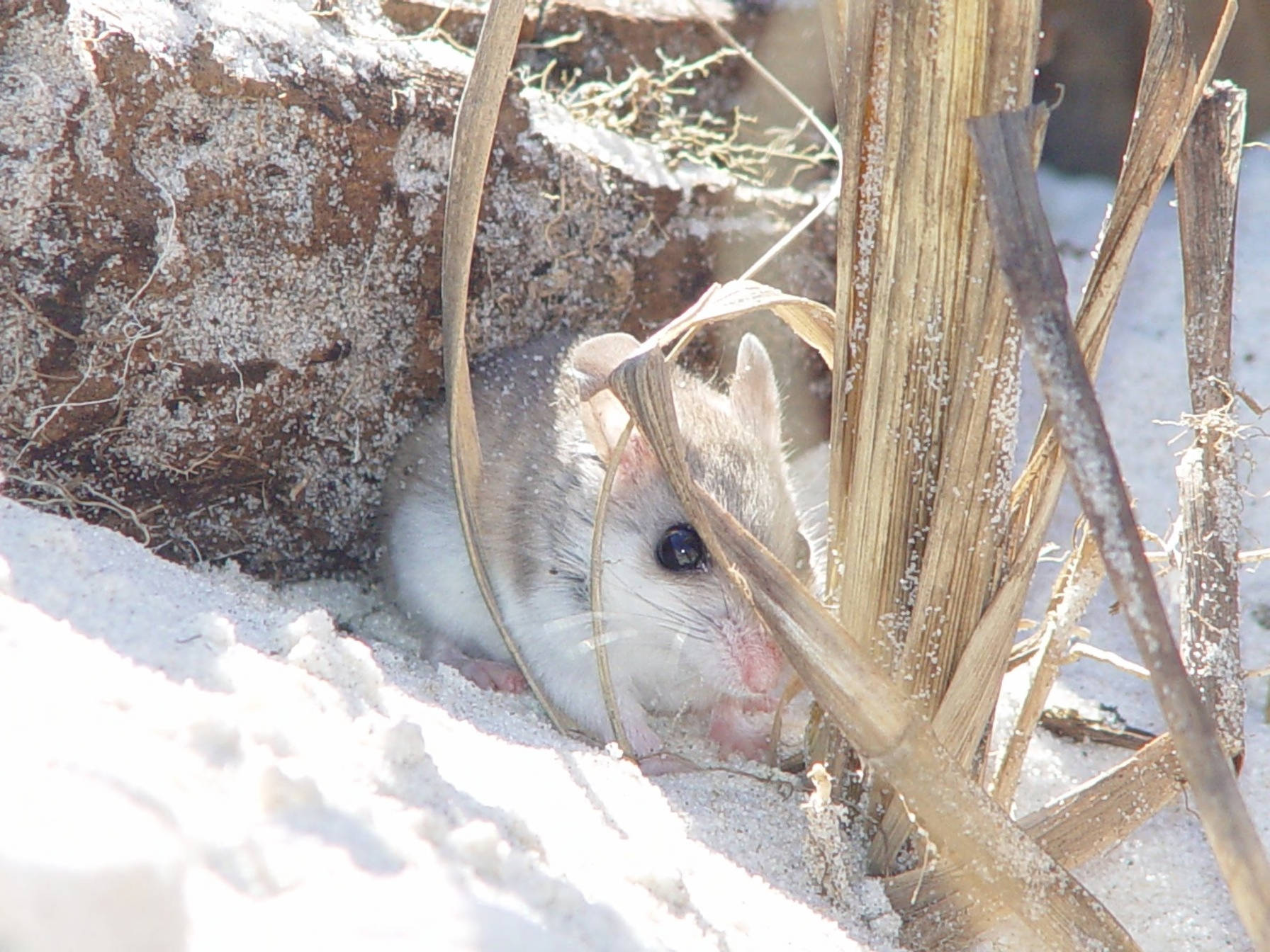